# Loi d'homogénéisation isotopique
 (juin 2021).
- Si vous ne connaissez pas le sujet, laissez ce bandeau (vous pouvez alors contacter les auteurs).
- Si vous supprimez le contenu mis en cause (vous pouvez préalablement contacter les auteurs),

argumentez précisément cette suppression dans la page de discussion
(un manque de référence n'est pas un argument ; une recherche réelle de référence doit avoir été effectuée, être formellement documentée).
La loi d'homogénéisation isotopique est un postulat, fondé sur l'expérience, qui exprime le fait que dans le Système solaire, la répartition des isotopes d'un élément est constante en tout point géographique. Cette loi découle du brassage des éléments constitutifs de la matière au moment de la formation du Système solaire (« homogénéisation initiale »).
Parmi les isotopes d'un élément, les plus abondants sont normalement les plus stables et souvent les plus légers. Toutefois, la répartition normale connaît quelques variations, selon les conditions locales. Ainsi, certains taux isotopiques seront plus ou moins élevés selon les conditions climatiques. On dit alors que le fractionnement isotopique est « hors la loi » — phénomène étudié dans le cadre de diverses disciplines, dont la climatologie.